# TV Rottenburg
Der TV 1861 Rottenburg e. V. ist ein Sportverein aus Rottenburg am Neckar, dessen Volleyball-Männermannschaft bis 2020 in der Bundesliga spielte. Die zweite Männermannschaft spielt (seit 2020 als erste Mannschaft) in der 2. Bundesliga Süd. In weiteren Abteilungen des Vereins werden Badminton, Basketball, Handball, Leichtathletik, Turnen, Judo, Aikidō, Faustball, Behindertensport, Freizeitsport, Koronarsport, Inlineskaten, Tischtennis sowie Spiel und Sport für Kinder angeboten. Am 3. April 2020 gab der Verein bekannt, angesichts der wirtschaftlichen Probleme infolge der COVID-19-Pandemie für die Saison 2020/21 weder für die Erste noch für die Zweite Volleyball-Bundesliga eine Lizenz zu beantragen. 2022 gelang der Aufstieg in die 2. Bundesliga Süd.

## Geschichte Volleyball

### Team
Der Kader für die Saison 2019/20 bestand aus folgenden Spielern.
| Name                        | Nr. | Nation             | Größe  | Geburtsdatum       | Position |
| --------------------------- | --- | ------------------ | ------ | ------------------ | -------- |
| Karl Apfelbach              | 16  | Vereinigte Staaten | 2,03 m | 4. Oktober 1995    | D        |
| Leon Dervisaj               | 3   | Deutschland        | 1,94 m | 7. September 1996  | Z        |
| Tim Grozer                  | 18  | Deutschland        | 1,95 m | 14. Oktober 1998   | AA       |
| Jannis Hopt                 | 17  | Deutschland        | 2,06 m | 3. August 1996     | Z        |
| Jared Jarvis                | 1   | Kanada             | 1,93 m | 22. Dezember 1995  | AA       |
| Lorenz Karlitzek            | 8   | Deutschland        | 1,95 m | 17. Februar 1999   | AA       |
| Taichi Kawaguchi            | 10  | Japan              | 1,74 m | 27. April 1995     | L        |
| Ramon Renaldo Martinez Gion | 12  | Niederlande        | 1,91 m | 12. September 1990 | AA       |
| Johannes Mönnich            | 7   | Deutschland        | 1,95 m | 10. November 1997  | D        |
| Friederich Nagel            | 6   | Deutschland        | 2,00 m | 29. September 1993 | MB       |
| Mitchell Penning            | 2   | Vereinigte Staaten | 2,04 m | 26. Mai 1995       | MB       |
| Johannes Schief             | 14  | Deutschland        | 2,01 m | 3. Oktober 1997    | AA       |
| James Weir                  | 11  | Australien         | 2,04 m | 20. Juli 1995      | MB       |

Positionen: AA = Außenangriff, D = Diagonal, L = Libero, MB = Mittelblock, Z = Zuspiel
| Neuzugänge 2019             |                                  |
| Spieler                     | bisheriger Verein                |
| Karl Apfelbach              | University of California, Irvine |
| Leon Dervisaj               | WWK Volleys Herrsching           |
| Jared Jarvis                | unbekannt                        |
| Lorenz Karlitzek            | United Volleys Frankfurt         |
| Taichi Kawaguchi            | Savo Volley Kuopio               |
| James Weir                  | Brandon University               |
| Ramon Renaldo Martinez Gion | Czarni Radom                     |

| Abgänge 2019                |                        |
| Spieler                     | neuer Verein           |
| Alexander Duncan-Thibault   | unbekannt              |
| Johannes Elsäßer            | unbekannt              |
| Mathäus Jurkovics           | Heitec Volleys Eltmann |
| Idner Faustino Lima Martins | unbekannt              |
| Jan Röling                  | Helios Grizzlys Giesen |
| Timon Schippmann            | Helios Grizzlys Giesen |

Der Cheftrainer war seit 2019 der Belgier Christophe Achten. Er löste den langjährigen Rottenburger Trainer Hans Peter Müller-Angstenberger ab. Achtens Assistenten waren Oliver Heiming und Karsten Haug. Markus Weiß arbeitete als Scout. Für die medizinische Betreuung waren der Mannschaftsarzt Maik Schwitalle und die Physiotherapeuten Simon Presch und Sabine Schepperle zuständig.

### Bundesliga
Nach dem Aufstieg aus der Zweiten Liga Süd spielten die Rottenburger in der Saison 2006/07 in der Bundesliga. Sie stiegen als Drittletzter wieder ab und schafften die direkte Rückkehr in die erste Liga, wo sie den siebten Platz belegten. In der Saison 2009/10 erreichte das Team von Trainer Angstenberger als Fünfter seine bisher beste Platzierung in der ersten Liga. Im Play-off-Viertelfinale kassierte Rottenburg zwei 0:3-Niederlagen gegen den SCC Berlin. Ein Jahr später unterlag der knapp für die Play-offs qualifizierte TVR im Viertelfinale dem VfB Friedrichshafen. 2011/12 wurde man mit Platz zehn lediglich Vorletzter.

### DVV-Pokal
In der Saison 2006/07 schieden die Rottenburger im Achtelfinale gegen den späteren Sieger Friedrichshafen aus. 2008/09 unterlagen sie im Viertelfinale gegen den Moerser SC. In der Saison 2009/10 mussten sie sich im Halbfinale dem späteren Pokalsieger Generali Haching geschlagen geben. Am gleichen Gegner scheiterten sie im Achtelfinale 2010/11. 2011/12 scheiterte man mit 2:3 gegen den VC Gotha erneut bereits im Achtelfinale.

### Europapokal
Durch den fünften Tabellenplatz in der Bundesliga der Saison 2009/10 qualifizierten sich die Rottenburger erstmals für den Challenge Cup. Sie qualifizierten jeweils durch einen Sieg im Entscheidungssatz gegen TSV Hartberg aus Österreich und den tschechischen Kontrahenten DHL Ostrava für das Achtelfinale, in dem sie gegen den russischen Vertreter Fakel Nowy Urengoi chancenlos waren.

### Organisation
2008 bis 2012 hieß die Bundesliga-Volleyballmannschaft EnBW TV Rottenburg, nachdem die EnBW Energie Baden-Württemberg AG als Hauptsponsor gewonnen werden konnte. Bis zum Saisonende 2017 war der umstrittene Rottenburger Kopp Verlag Sponsor der Bundesliga-Volleyballmannschaft. Dieser Sponsor, der fremdenfeindliche Schriften verbreitet,  ist ein dunkles Kapitel in der Vereinsgeschichte, das mangels Selbstkritik bis heute nicht aufgearbeitet wurde. Ein Problem ist, dass Kritiker des Verlages, z. B. ein Rottenburger Gemeinderat, sogar bedroht wurden. Kritik aus der Kommunalpolitik an der zweifelhaften Liäson des Vereins wies der Geschäftsführer Norbert Vollmer mit den Worten zurück, der Turnverein sei doch nicht der Wächter der Demokratie. Der Geschäftsführer bezeichnete die Vorwürfe gegen den Verlag, er vertreibe rechtsextreme Schriften, als überzogen. Außerdem arbeiteten sogar teilweise Spieler im Verlag mit. Viele Journalisten sehen den Verlag jedoch als Treffpunkt für Verschwörungstheoretiker und Rechtsextreme.
Geschäftsführer der TVR Volleyball GmbH, die den Bundesliga-Spielbetrieb organisierte, war Jörg Papenheim, der seit 2005 im Verein als Manager arbeitete.
Der Verein trug seine Heimspiele seit 2006 in der 3180 Zuschauer fassenden Paul Horn-Arena aus (bis 2007 „Sporthalle Europastrasse“, jedoch besser bekannt als „TüArena“).